# 마디털목
마디털목 또는 스틸로네마목(Stylonematales)은 마디털홍조강에 속하는 단세포 홍조류 목의 하나이다. 2개 과에 마디털(Stylonema alsidii)을 포함하여 50여 종으로 이루어져 있다.

## 하위 과
- 프라그모네마과 (Phragmonemataceae) - 2속 2종, 이전에는 피떡말목으로 분류했다.
- 마디털과 또는 스틸로네마과 (Stylonemataceae) - 15속 48종